# Pertusati (famiglia)
I Pertusati furono una nobile famiglia di Milano, originaria dell'alessandrino.

## Storia
La famiglia vide le proprie origini ad Alessandria, in Piemonte, da cui si trasferì verso la metà del XV secolo a Milano con Bartolomeo che fu il capostipite della casata nella capitale lombarda. Nel corso del XVII secolo, la famiglia ottenne la nobilitazione ed il feudo comitale sui possedimenti di Castelferro e Comazzo, dando così origine a due linee distinte della medesima casata.
Della famiglia dei Pertusati di Castelferro, appartenne Luca (1637-1718), figlio di Giovanni Matteo, che fu senatore del ducato di Milano nel 1672 e poi reggente del consiglio nel 1676 nonché presidente del Senato milanese. Questi fu il primo conte di Castelferro per regia patente del 20 aprile 1683, dopo aver acquistato il possedimento il 4 marzo 1676. Questo ramo della famiglia si estinse con la morte di Matilde (1874-?), figlia di Luca e di sua moglie, Amalia Barbiano di Belgioioso d'Este, la quale fu moglie di Carlo Sormani. Il patrimonio di questa linea confluì in quello dei Sormani.
La seconda linea, quella dei conti di Comazzo, si staccò dalla linea principale con Giovanni Carlo (n. 1743), figlio di Luca, il quale aveva ottenuto dal fratello maggiore Francesco (1741-1823), la concessione di questo titolo. Giovanni Carlo prese in moglie nel 1781 la contessa Paola Aliprandi, figlia del conte Gaetano: da queste nozze nacquero Francesco († 1847) e Giorgio (1789-1847). Morto il primo senza eredi, il secondo era già sposato con la nobile Marianna De Capitani d'Arzago dalla quale ebbe Carlo Francesco (n. 1835), il quale fu ufficiale di artiglieria nell'esercito, e Girolamo (1839-1872), il quale fu pure militare col grado di tenente colonnello ed ottenne una medaglia d'argento al valor militare.

## Albero genealogico
|                                  |                                  |                                                                      |                                                                      |                                     |                                     |                                                                        |                                                                        |                                    |                                    |                              |                                                                                  |                                                                                  | | |                                                                                 | | |                                                                           |                    |
|                                  |                                  |                                                                      |                                                                      |                                     |                                     |                                                                        |                                                                        |                                    |                                    |                              |                                                                                  |                                                                                  | | |                                                                                 | Bartolomeo fl. XV secolo ? | |                                                                           |                    |
|                                  |                                  |                                                                      |                                                                      |                                     |                                     |                                                                        |                                                                        |                                    |                                    |                              |                                                                                  |                                                                                  | | |                                                                                 | | |                                                                           |                    |
|                                  |                                  |                                                                      |                                                                      |                                     |                                     |                                                                        |                                                                        |                                    |                                    |                              |                                                                                  |                                                                                  | | |                                                                                 | | |                                                                           |                    |
|                                  |                                  |                                                                      |                                                                      |                                     |                                     |                                                                        |                                                                        |                                    |                                    |                              |                                                                                  |                                                                                  | | |                                                                                 | ... | |                                                                           |                    |
|                                  |                                  |                                                                      |                                                                      |                                     |                                     |                                                                        |                                                                        |                                    |                                    |                              |                                                                                  |                                                                                  | | |                                                                                 | | |                                                                           |                    |
|                                  |                                  |                                                                      |                                                                      |                                     |                                     |                                                                        |                                                                        |                                    |                                    |                              |                                                                                  |                                                                                  | | |                                                                                 | | |                                                                           |                    |
|                                  |                                  |                                                                      |                                                                      |                                     |                                     |                                                                        |                                                                        |                                    |                                    |                              |                                                                                  |                                                                                  | | |                                                                                 | Giovanni Matteo *1604/1614 †1684 Margherita Covi | |                                                                           |                    |
|                                  |                                  |                                                                      |                                                                      |                                     |                                     |                                                                        |                                                                        |                                    |                                    |                              |                                                                                  |                                                                                  | | |                                                                                 | | |                                                                           |                    |
|                                  |                                  |                                                                      |                                                                      |                                     |                                     |                                                                        |                                                                        |                                    |                                    |                              |                                                                                  |                                                                                  | | |                                                                                 | | |                                                                           |                    |
|                                  |                                  |                                                                      |                                                                      |                                     |                                     |                                                                        |                                                                        |                                    |                                    |                              |                                                                                  |                                                                                  | | CONTI DI CASTELFERRO Luca, I conte di Castelferro *1637 †1718 Barbara Dal Pozzo                                  | CONTI DI CASTELFERRO Luca, I conte di Castelferro *1637 †1718 Barbara Dal Pozzo | Nicola *? †? ? | Nicola *? †? ? | Cristoforo *? †? ?                                                        | Cristoforo *? †? ? |
|                                  |                                  |                                                                      |                                                                      |                                     |                                     |                                                                        |                                                                        |                                    |                                    |                              |                                                                                  |                                                                                  | | |                                                                                 | | |                                                                           |                    |
|                                  |                                  |                                                                      |                                                                      |                                     |                                     |                                                                        |                                                                        |                                    |                                    |                              |                                                                                  |                                                                                  | | |                                                                                 | | |                                                                           |                    |
|                                  |                                  |                                                                      |                                                                      |                                     |                                     |                                                                        |                                                                        |                                    |                                    |                              |                                                                                  | Carlo, II conte di Castelferro *1674 †1755 Lucrezia Gaffuri                      | Carlo, II conte di Castelferro *1674 †1755 Lucrezia Gaffuri                                                      | Francesco *1679 †1752 vescovo di Pavia                                                                           | Francesco *1679 †1752 vescovo di Pavia                                          | Paola *1693 †1771 1.Luigi Melzi Malingegni, III conte di Trebbiano 2.Giorgio Teodoro Trivulzio, II marchese di Sesto Ulteriano 3.Ignazio Caimi Ciceri, I conte di Turate | Paola *1693 †1771 1.Luigi Melzi Malingegni, III conte di Trebbiano 2.Giorgio Teodoro Trivulzio, II marchese di Sesto Ulteriano 3.Ignazio Caimi Ciceri, I conte di Turate |                                                                           |                    |
|                                  |                                  |                                                                      |                                                                      |                                     |                                     |                                                                        |                                                                        |                                    |                                    |                              |                                                                                  |                                                                                  | | |                                                                                 | | |                                                                           |                    |
|                                  |                                  |                                                                      |                                                                      |                                     |                                     |                                                                        |                                                                        |                                    |                                    |                              |                                                                                  |                                                                                  | | |                                                                                 | | |                                                                           |                    |
|                                  |                                  |                                                                      |                                                                      |                                     |                                     |                                                                        |                                                                        |                                    |                                    |                              | Luca, III conte di Castelferro *1696 †1779 Francesca Maria Pallavicino Trivulzio | Luca, III conte di Castelferro *1696 †1779 Francesca Maria Pallavicino Trivulzio | Margherita *1701 †1780 Alessandro Teodoro Trivulzio, III marchese di Sesto Ulteriano                             | Margherita *1701 †1780 Alessandro Teodoro Trivulzio, III marchese di Sesto Ulteriano                             |                                                                                 | | |                                                                           |                    |
|                                  |                                  |                                                                      |                                                                      |                                     |                                     |                                                                        |                                                                        |                                    |                                    |                              |                                                                                  |                                                                                  | | |                                                                                 | | |                                                                           |                    |
|                                  |                                  |                                                                      |                                                                      |                                     |                                     |                                                                        |                                                                        |                                    |                                    |                              |                                                                                  |                                                                                  | | |                                                                                 | | |                                                                           |                    |
|                                  |                                  |                                                                      |                                                                      |                                     |                                     | Francesco, IV conte di Castelferro *1741 †1823 Francesca Maria Olgiati | Francesco, IV conte di Castelferro *1741 †1823 Francesca Maria Olgiati |                                    |                                    |                              |                                                                                  |                                                                                  | CONTI DI COMAZZO Giovanni Carlo, I conte di Comazzo *1743 †1804 Maria Paola Elisabetta Giovanna Aliprandi Carena | CONTI DI COMAZZO Giovanni Carlo, I conte di Comazzo *1743 †1804 Maria Paola Elisabetta Giovanna Aliprandi Carena |                                                                                 | Gaetano *1750 †1829 Teresa Visconti di Fontaneto | Gaetano *1750 †1829 Teresa Visconti di Fontaneto |                                                                           |                    |
|                                  |                                  |                                                                      |                                                                      |                                     |                                     |                                                                        |                                                                        |                                    |                                    |                              |                                                                                  |                                                                                  | | |                                                                                 | | |                                                                           |                    |
|                                  |                                  |                                                                      |                                                                      |                                     |                                     |                                                                        |                                                                        |                                    |                                    |                              |                                                                                  |                                                                                  | | |                                                                                 | | |                                                                           |                    |
|                                  |                                  | Luca *1773 †1817 Francesca Bellini                                   | Luca *1773 †1817 Francesca Bellini                                   | Carolina *1774 †1828 Cesare Sertoli | Carolina *1774 †1828 Cesare Sertoli | Marianna *? †? Francesco Piazzi                                        | Marianna *? †? Francesco Piazzi                                        | Barbara *1780 †1833 Scipione Giani | Barbara *1780 †1833 Scipione Giani | Giovanna *? †? Giulio Berzio | Giovanna *? †? Giulio Berzio                                                     | Francesco, II conte di Comazzo †1847 senza eredi                                 | Francesco, II conte di Comazzo †1847 senza eredi                                                                 | Giorgio *1789 †1847 Marianna De Capitani d'Arzago                                                                | Giorgio *1789 †1847 Marianna De Capitani d'Arzago                               | Laura *1775 †? Angelo Vincenzo Gropallo, marchese | Laura *1775 †? Angelo Vincenzo Gropallo, marchese |                                                                           |                    |
|                                  |                                  |                                                                      |                                                                      |                                     |                                     |                                                                        |                                                                        |                                    |                                    |                              |                                                                                  |                                                                                  | | |                                                                                 | | |                                                                           |                    |
|                                  |                                  |                                                                      |                                                                      |                                     |                                     |                                                                        |                                                                        |                                    |                                    |                              |                                                                                  |                                                                                  | | |                                                                                 | | |                                                                           |                    |
| Maria *1808 †1830 Pietro Sertoli | Maria *1808 †1830 Pietro Sertoli | Francesco, V conte di Castelferro *1812 †1873 Sofia Sormani Andreani | Francesco, V conte di Castelferro *1812 †1873 Sofia Sormani Andreani | Luigi *? †?                         | Luigi *? †?                         |                                                                        |                                                                        |                                    |                                    |                              | Carlo Francesco, III conte di Comazzo *1835 †?                                   | Carlo Francesco, III conte di Comazzo *1835 †?                                   | Teodoro, IV conte di Comazzo *1836 †1897                                                                         | Teodoro, IV conte di Comazzo *1836 †1897                                                                         | Girolamo *1839 †1872                                                            | Girolamo *1839 †1872 | Luca, V conte di Comazzo *1842 †1903 Amalia Barbiano di Belgioioso d'Este                                                                                                | Luca, V conte di Comazzo *1842 †1903 Amalia Barbiano di Belgioioso d'Este |                    |
|                                  |                                  |                                                                      |                                                                      |                                     |                                     |                                                                        |                                                                        |                                    |                                    |                              |                                                                                  |                                                                                  | | |                                                                                 | | |                                                                           |                    |
|                                  |                                  |                                                                      |                                                                      |                                     |                                     |                                                                        |                                                                        |                                    |                                    |                              |                                                                                  |                                                                                  | | |                                                                                 | | |                                                                           |                    |
|                                  |                                  | Emilia *1836 †1861 Lodovico Melzi Malingegni                         | Emilia *1836 †1861 Lodovico Melzi Malingegni                         |                                     |                                     |                                                                        |                                                                        |                                    |                                    |                              |                                                                                  |                                                                                  | | |                                                                                 | | Matilde *1874 †? Carlo Sormani | Matilde *1874 †? Carlo Sormani                                            |                    |